# Sami Bouajila
Pour les articles homonymes, voir Bouajila.
Sami Bouajila est un acteur franco-tunisien, né le 26 mai 1966 à La Tronche en Isère. Il remporte le César du meilleur acteur en 2021 pour le rôle de Fares dans Un fils.

## Biographie

### Enfance et formations
Sami Bouajila est né le 26 mai 1966 à La Tronche, en Isère. Son père est peintre en bâtiment, issu de l'immigration tunisienne, venu en France en 1956. Il grandit à Échirolles, en banlieue sud de Grenoble. Après avoir vécu vingt ans à Paris, Sami Bouajila est revenu dans sa région d'origine en s'installant à Saint-Martin-d'Uriage.
Il s'est formé par le théâtre, au conservatoire de Grenoble, puis à l'école de la Comédie de Saint-Étienne.

### Carrière
En 1991, Sami Bouajila commence sa carrière d'acteur avec le long métrage La Thune de Philippe Galland, dans le rôle principal de Kamel, jeune maghrébin de banlieue parisienne dans le désir de monter sa propre société et de devenir riche. À la suite de ce film, il est nommé pour le prix Michel-Simon en 1992.
En 1995, il est révélé grâce au film Bye Bye de Karim Dridi : à nouveau il reçoit un prix, celui d'interprétation masculine au festival international du film de Thessalonique.
En 2000, il commence à se faire un nom grâce au film Drôle de Félix et reçoit à cette occasion le prix de meilleur jeune acteur au festival du film de Cabourg.

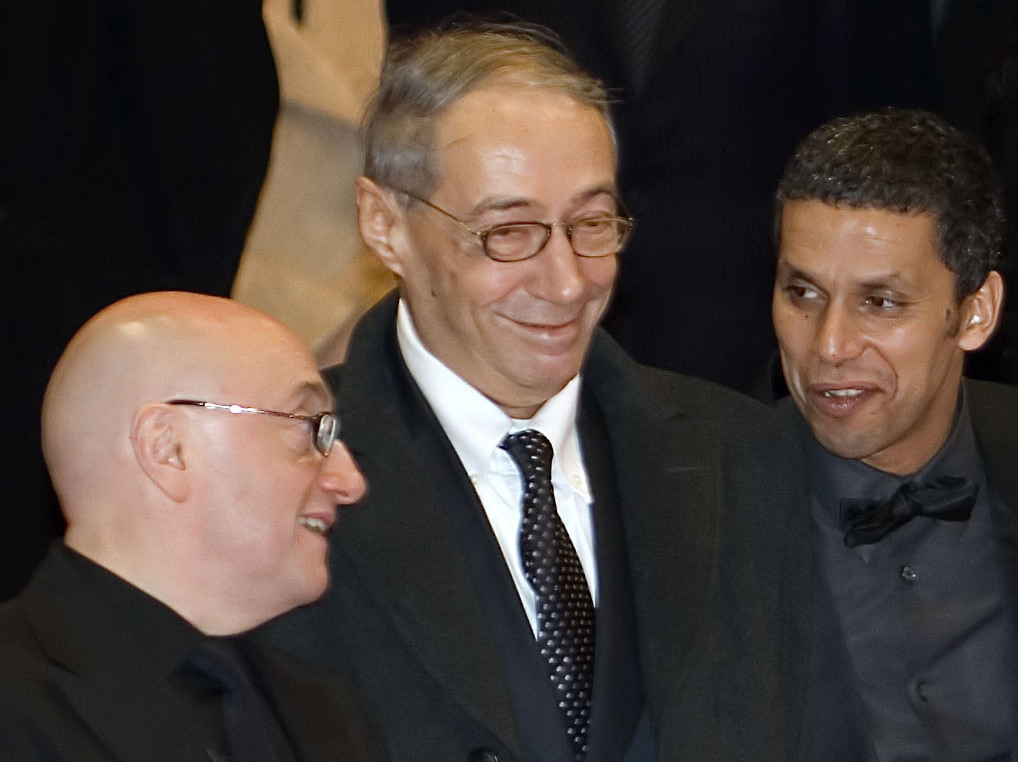
Sami Bouajila, à droite, avec Michel Blanc et André Téchiné, à la première du film Les Témoins, à la Berlinale 2007.

En 2006, après des collaborations remarquées avec Abdellatif Kechiche dans La Faute à Voltaire et Michel Blanc dans Embrassez qui vous voudrez, le succès du film de guerre Indigènes (بلديون) de Rachid Bouchareb le fait mieux connaître du grand public : il obtient le prix d'interprétation masculine au festival de Cannes pour son rôle et le film Indigènes compte 3,2 millions d'entréesà sa sortie en salle. 
En 2008, il est récompensé du César du meilleur second rôle masculin pour Les Témoins d'André Téchiné.
En 2011, il interprète le rôle d'Omar Raddad dans Omar m'a tuer, réalisé par Roschdy Zem.
En août 2019, le film dramatique Un fils (بيك نعيش) de Mehdi Barsaoui est sélectionné et présenté à la Mostra de Venise, où l'acteur reçoit le prix du meilleur acteur de la section « Orizzonti » en septembre 2019.
Il remporte le César du meilleur acteur en 2021 pour le rôle de Fares dans Un fils.

## Filmographie

### Cinéma

#### Longs métrages
- 1991 : La Thune de Philippe Galland : Kamel
- 1993 : Les histoires d'amour finissent mal... en général d'Anne Fontaine : Slim Touati
- 1993 : L'Heure du Cochon (The Hour of the Pig) de Leslie Megahey : Mahmoud
- 1994 : Les Silences du palais de Moufida Tlatli : Lotfi
- 1995 : En mai, fais ce qu'il te plaît de Pierre Grange
- 1995 : Bye Bye de Karim Dridi : Ismaël
- 1996 : Anna Oz d'Éric Rochant : Marc
- 1997 : Le Déménagement de Olivier Doran : Jean
- 1997 : Artemisia d'Agnès Merlet : l'assistant de Tassi
- 1998 : Couvre-feu (The Siege) d'Edward Zwick : Samir Nazhde
- 1999 : Nos vies heureuses de Jacques Maillot : Ali
- 1999 : Inséparables de Michel Couvelard : Boris
- 2000 : Drôle de Félix de Jacques Martineau et Olivier Ducastel : Félix
- 2000 : Faites comme si je n'étais pas là d'Olivier Jahan : Tom
- 2000 : La Faute à Voltaire d'Abdellatif Kechiche : Jallel
- 2001 : La Répétition de Catherine Corsini : Nicolas
- 2001 : Change-moi ma vie de Liria Bégéja : Fidel
- 2002 : Nid de guêpes de Florent-Emilio Siri : Selim
- 2002 : Embrassez qui vous voudrez de Michel Blanc : Kévin
- 2002 : Vivre me tue de Jean-Pierre Sinapi : Paul Smaïl
- 2003 : La Légende de Parva de Jean Cubaud : Agni (voix)
- 2003 : Pas si grave de Bernard Rapp : Charlie
- 2003 : Léo, en jouant « Dans la compagnie des hommes » d'Arnaud Desplechin : Léonard
- 2005 : Avant l'oubli d'Augustin Burger : Augustin Burger
- 2005 : Zaïna, cavalière de l'Atlas de Bourlem Guerdjou : Mustapha
- 2006 : Indigènes (بلديون) de Rachid Bouchareb : Abdelkader
- 2006 : Le Concile de pierre de Guillaume Nicloux : Lucas
- 2007 : Les Témoins d'André Téchiné : Mehdi
- 2007 : Le Dernier Gang d'Ariel Zeitoun : Mohamed « Casa » Badaoui
- 2007 : 24 mesures de Jalil Lespert : Chris
- 2009 : Le Premier Cercle de Laurent Tuel : l'inspecteur Saunier
- 2009 : London River de Rachid Bouchareb : l'Imam
- 2009 : La Sainte Victoire de François Favrat : Yacine Guesmila
- 2009 : Le Siffleur de Philippe Lefebvre : Karim Chaouche
- 2010 : De vrais mensonges de Pierre Salvadori : Jean
- 2010 : Hors-la-loi de Rachid Bouchareb : Abdelkader
- 2011 : Omar m'a tuer de Roschdy Zem : Omar Raddad
- 2011 : Carré blanc de Jean-Baptiste Leonetti : Philippe
- 2014 : Divin Enfant d'Olivier Doran : Jean
- 2014 : Du goudron et des plumes de Pascal Rabaté : Christian
- 2015 : Orage de Fabrice Camoin : Nabil Malek
- 2016 : Pattaya de Franck Gastambide : le père de Krimo
- 2016 : Good Luck Algeria de Farid Bentoumi : Sam
- 2016 : Braqueurs de Julien Leclercq : Yanis Zeri
- 2017 : La Mécanique de l'ombre de Thomas Kruithof : Labarthe
- 2017 : Les Bienheureux de Sofia Djama : Samir
- 2018 : Lukas de Julien Leclercq : Zeroual
- 2018 : Sauver ou périr de Frédéric Tellier : Docteur Almeida
- 2019 : Paradise Beach de Xavier Durringer : Medhi
- 2019 : Un fils (بيك نعيش) de Mehdi Barsaoui : Fares
- 2020 : La Terre et le Sang de Julien Leclercq : Saïd
- 2020 : Rouge de Farid Bentoumi : Slimane
- 2022 : Les Miens de Roschdy Zem : Moussa
- 2024 : The Crow de Rupert Sanders : Kronos
- 2024 : Six Jours du footballeur Juan Carlos Medina : Malik
- 2025 : Rapaces de Peter Dourountzis : Samuel

#### Courts métrages
- 1999 : La Peur du vide de Christian Sonderegger
- 2001 : Douce France de David Bouttin
- 2001 : Nouvelle de la tour L de Samuel Benchetrit : le dealer

### Télévision

#### Téléfilms
- 1998 : Nés quelque part de Malik Chibane  : Driss
- 1998 : Une voix en or de Patrick Volson : Karim
- 2014 : Ce soir je vais tuer l'assassin de mon fils de Pierre Aknine : Antoine
- 2016 : Ne m'abandonne pas de Xavier Durringer : Mehdi

#### Séries télévisées
- 1993 : Navarro, saison 5, épisode 2 Les Enfants de nulle part de Patrick Jamain : Rachid
- 2001 : Combats de femme, épisode Libre à tout prix de Marie Vermillard : le superviseur
- 2011 : Signature, six épisodes : Toman
- 2014-2015 : Frères d'armes : la présentation d'Eugene Jacques Bullard
- 2017-2018 : Souviens-toi, créée par Anne Badel, six épisodes de Pierre Aknine (mini série) : Benoît
- 2021 : Germinal de David Hourrègue (mini série) : Victor
- Depuis 2021 : Braqueurs de Julien Leclercq : Mehdi
- 2022 : Les Papillons noirs d'Olivier Abbou (mini série) : Carrel

## Théâtre

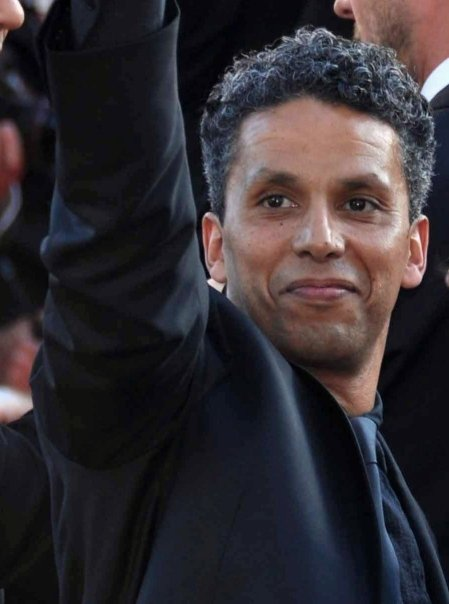
Sami Bouajila au festival de Cannes 2009.

- 1993 : Roméo et Juliette de William Shakespeare, mise en scène Daniel Benoin, Comédie de Saint-Étienne, Théâtre des Treize Vents
- 1995 : La Traversée ou le Cri de Peter Pan de Danièle Klein, mise en scène Éric de Dadelsen
- 1996 : Sallinger de Bernard-Marie Koltès, mise en scène Anne-Françoise Benhamou et Denis Loubaton, Centre dramatique national d'Orléans
- 2004 : Gagarin Way de Gregory Burke, mise en scène Bertrand Bossard, Bonlieu Scène nationale, Théâtre du Rond-Point
- 2013 : Ring de Léonore Confino, mise en scène Catherine Schaub, Théâtre du Petit-Saint-Martin
- 2023 : Un Prince d'Émilie Frèche, mise en scène Marie-Christine Orry, Théâtre de l'Œuvre

### Jury de festivals

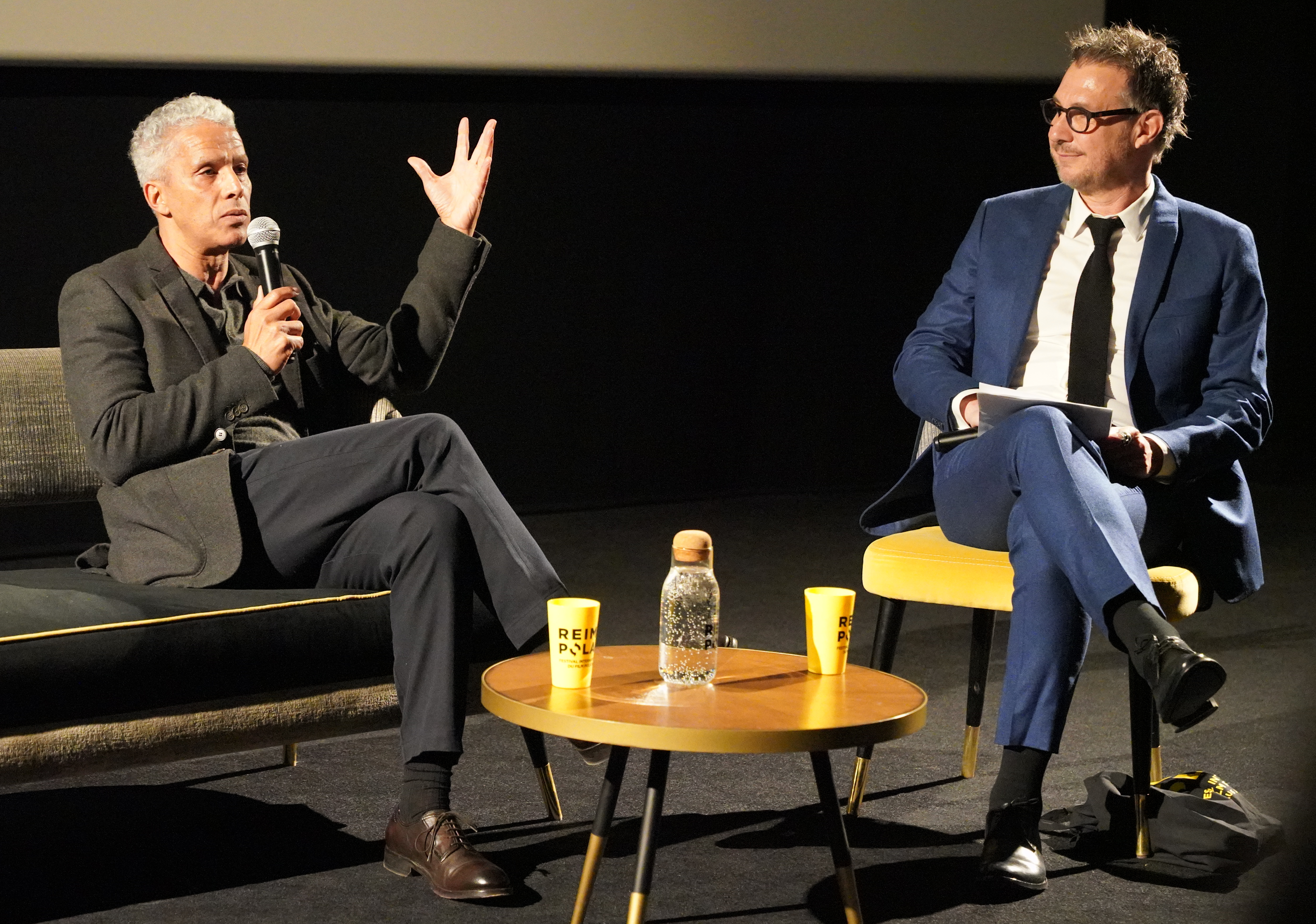
Président du jury Sang Neuf lors de Reims Polar en 2025, entretient avec Stéphane Charbit.

- Festival international du film fantastique de Gérardmer 2002, membre du jury présidé par Norman Jewison.
- Festival international du film policier de Beaune 2009, membre du jury Sang Neuf présidé par Étienne Chatiliez.
- Festival du film britannique de Dinard 2011, membre du jury présidé par Nathalie Baye
- Festival du cinéma américain de Deauville 2012, membre du jury présidé par de Sandrine Bonnaire.
- Festival international du film de Marrakech 2015, membre du jury présidé par Francis Ford Coppola.
- Festival de cinéma européen des Arcs 2017, membre du jury présidé par Céline Sciamma.
- Festival du film britannique de Dinard 2019, membre du jury présidé par Sandrine Bonnaire.
- Festival international du film arabe d'Oran 2024, président du jury.

## Distinctions

### Récompenses
- Festival de Thessalonique 1995 : Prix d'interprétation masculine pour Bye Bye
- Festival de Cabourg 2000 : Prix du meilleur nouvel acteur pour Drôle de Félix
- Festival de Cannes 2006 : Prix d'interprétation masculine collectif Jamel Debbouze, Samy Naceri, Roschdy Zem et Bernard Blancan pour Indigènes
- César 2008 : César du meilleur second rôle masculin pour Les Témoins
- Festival de Dubaï 2015 : Prix d'honneur pour sa carrière
- Mostra de Venise 2019 : Prix d'interprétation masculine section Orizzonti pour Un fils
- Lumières 2021 : Lumière du meilleur acteur pour Un fils
- César 2021 : César du meilleur acteur pour Un fils

### Nominations
- Festival Acteurs à l'écran de Saint-Denis 1992 : Prix Michel-Simon pour La Thune
- César 2012 : César du meilleur acteur pour Omar m'a tuer